# Sergi Palencia
Sergi Palencia Hurtado (Badalona, 22 maart 1996) is een Spaans voetballer die bij voorkeur als rechtsback speelt. Hij speelde onder andere bij FC Barcelona B, waar hij doorstroomde vanuit de eigen jeugdopleiding. Nu speelt de Spanjaard in de MLS waar hij uitkomt voor Los Angeles FC. 

## Clubcarrière
Palencia werd geboren in Badalona en begon met voetballen bij CF Badalona. Op tienjarige leeftijd maakte hij de overstap naar FC Barcelona. In 2014 won hij de UEFA Youth League met Barcelona. Op 29 maart 2015 debuteerde de verdediger voor FC Barcelona B in de Segunda División A tegen CD Tenerife (2-2). Hij speelde de volledige wedstrijd. Palencia scoorde zijn eerste doelpunt voor het tweede elftal op 31 mei 2015 in de wedstrijd in het Mini Estadi tegen CD Leganés (2-5). Voorafgaand aan het seizoen 2016/2017 werd hij benoemd tot aanvoerder van FC Barcelona B. Op 25 oktober 2016 maakte Palencia zijn debuut in het eerste elftal in de wedstrijd om de Supercopa de Catalunya tegen RCD Espanyol.

## Statistieken
| Seizoen         | Club                    | Competitie         | Competitie | Competitie | Beker | Beker | Supercup | Supercup | Europa | Europa | Totaal | Totaal |
| Seizoen         | Club                    | Competitie         | Wed.       | Dlp.       | Wed.  | Dlp.  | Wed.     | Dlp.     | Wed.   | Dlp.   | Wed.   | Dlp.   |
| --------------- | ----------------------- | ------------------ | ---------- | ---------- | ----- | ----- | -------- | -------- | ------ | ------ | ------ | ------ |
| 2014-2015       | FC Barcelona B          | Segunda División A | 11         | 1          | 0     | 0     | —        | —        | —      | —      | 11     | 1      |
| 2015-2016       | FC Barcelona B          | Segunda División B | 20         | 0          | 0     | 0     | —        | —        | —      | —      | 20     | 0      |
| 2016-2017       | FC Barcelona B          | Segunda División B | 41         | 1          | 0     | 0     | —        | —        | —      | —      | 41     | 1      |
| 2017-2018       | FC Barcelona B          | Segunda División A | 31         | 0          | 0     | 0     | —        | —        | —      | —      | 31     | 0      |
| 2018-2019       | → Girondins de Bordeaux | Ligue 1            | 17         | 0          | 2     | 0     | —        | —        | 4      | 0      | 23     | 0      |
| Carrière totaal | Carrière totaal         | Carrière totaal    | 120        | 2          | 2     | 0     | 0        | 0        | 4      | 0      | 126    | 2      |